# Myrmecium reticulatum
Myrmecium reticulatum là một loài nhện trong họ Corinnidae.
Loài này thuộc chi Myrmecium. Myrmecium reticulatum được Maria Dahl miêu tả năm 1907.